# 圣乔治广场

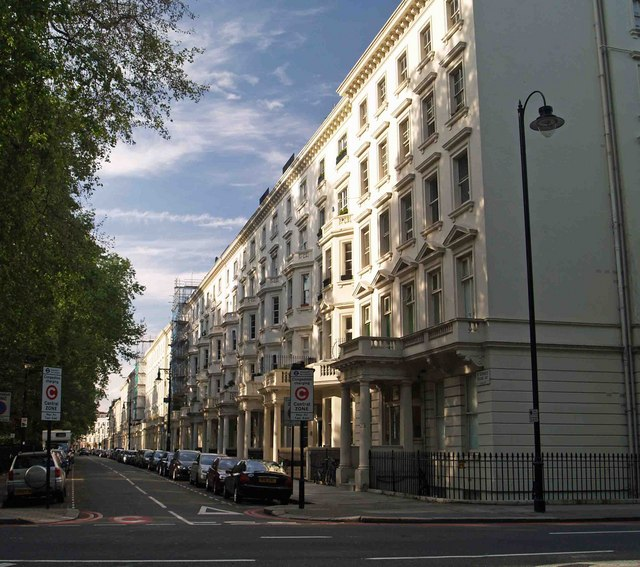
圣乔治广场

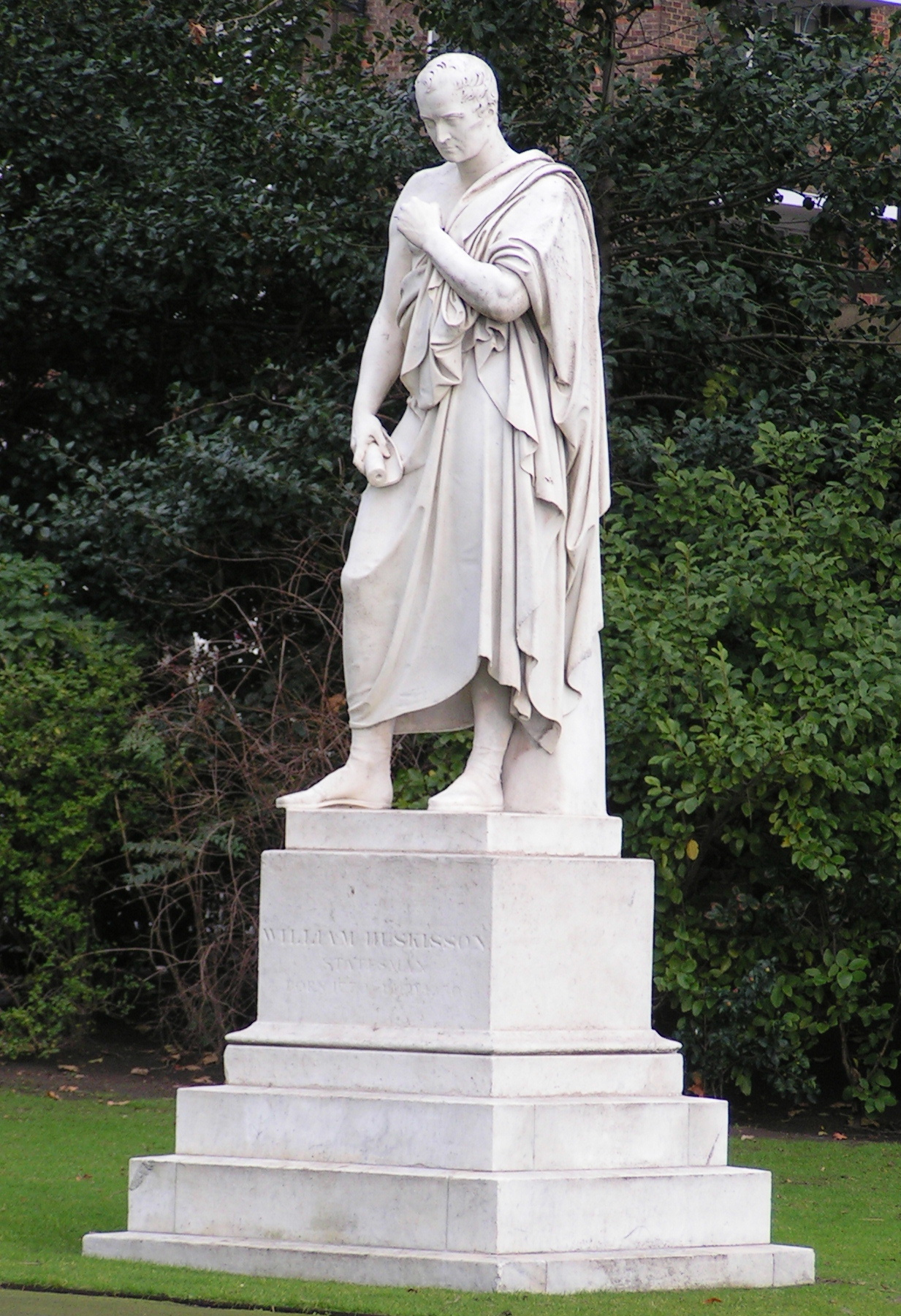

圣乔治广场（St George's Square）是英国伦敦皮姆利科一个狭长的花园广场。
圣乔治广场开辟于1839年，为伦敦唯一向泰晤士河敞开的住宅广场。
圣乔治广场以英格兰的主保圣乔治命名。其花园现在称为皮姆利科花园，矗立着国会议员威廉·赫斯基森的雕像。皮姆利科圣救主堂矗立在广场的北端。